# Добиаш, Александр Антонович
Алекса́ндр Анто́нович Добиаш (1875—1932) — советский учёный-физик, педагог, профессор (1913). Брат Ольги Антоновны Добиаш-Рождественской (1874—1939).

## Биография

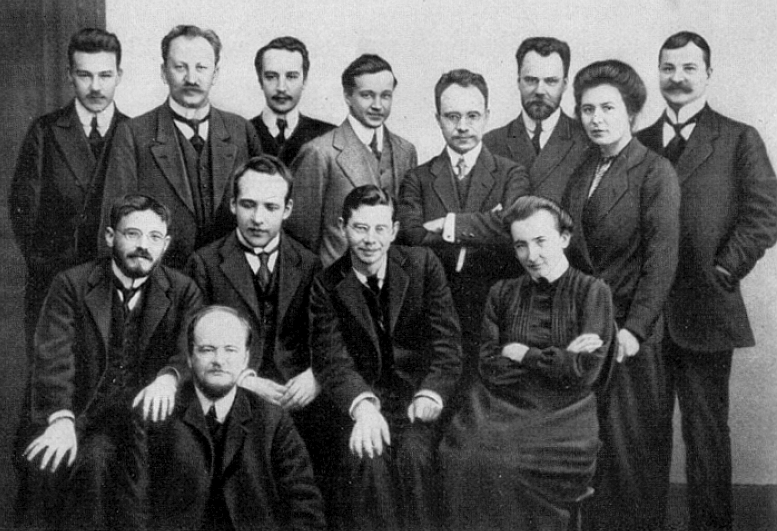
Участники петербургского кружка физиков. 1-й ряд: Д. С. Рождественский. 2-й ряд (сидят слева направо): П. С. Эренфест, Г. Г. Вейхардт, Г. П. Перлиц, Т. Афанасьева-Эренфест. 3-й ряд (стоят слева направо): В. Р. Бурсиан, А. Иоффе, Ю. А. Крутков, В. М. Чулановский, Л. Д. Исаков, А. А. Добиаш, Я. Р. Шмидт, К. К. Баумгарт

Родился 28 сентября 1875 года. Отец — Антон Вячеславович Добиаш (1846—1911) — филолог-эллинист; учитель гимназии, впоследствии профессор-эллинист Нежинского историко-филологического института.
В 1897 году окончил математическое отделение физико-математического факультета Санкт-Петербургского университета.
С 1898 года — старший лаборант электротехнического института, с 1901 года — лаборант физического института при Санкт-Петербургском университете.
Работал сотрудником Государственного оптического института, профессор Ленинградского машиностроительного института и Военно-медицинской академии.
Был первым руководителем кафедры физики Воронежского сельскохозяйственного института , основанной в сентябре 1913 года, а также ректором университета (с февраля по декабрь 1918 года).
В мае 1923 года возглавил кафедру физики Военно-медицинской академии. Летом 1928 года временно исполнял обязанности начальника академии.
Умер 12 сентября 1932 года.
Жена —Добиаш (Кремлева) Нина Николаевна Архивная копия от 31 октября 2018 на Wayback Machine - историк, литератор, библиограф, переводчик.
В числе его учеников — Дукельский, Владимир Маркович (1900—1983), основоположник школы физики атомных столкновений, лауреат Ленинской премии.
А. А. Добиаш является автором двух учебников:
- Добиаш А. А. Учебник электричества для средней школы. — СПб.: Образование, 1911[7].
- Добиаш А. А. Курс физики. — В 2-х ч. — М.; Л.: ГТТИ, 1932—1933.